# Boraras micros
Boraras micros е вид лъчеперка от семейство Шаранови (Cyprinidae). Видът не е застрашен от изчезване.

## Разпространение
Разпространен е в Тайланд.

## Описание
На дължина достигат до 1,3 cm.